# وتتو سور مر
وتتت سور مرسی (به فرانسوی: Vattetot-sur-Mer) یک کامین در فرانسه است که در Canton of Fécamp واقع شده‌است.

## خصوصیات
وتتت سور مرسی ۵٫۱۴ کیلومترمربع مساحت و ۳۰۶ نفر جمعیت دارد و ۹۰ متر بالاتر از سطح دریا واقع شده‌است.